# ヘンリエッテ・カロリーネ・フォン・プファルツ＝ツヴァイブリュッケン
ヘンリエッテ・カロリーネ・フォン・プファルツ＝ツヴァイブリュッケン（Henriette Karoline von Pfalz-Zweibrücken, 1721年3月9日 - 1774年3月30日）は、ヘッセン＝ダルムシュタット方伯ルートヴィヒ9世の妃。当時ヨーロッパで最も学識豊かな女性の一人として讃えられた。
ヘンリエッテ・カロリーネと夫ルートヴィヒ9世は、2023年現在のヨーロッパの全世襲君主の最も近い共通祖先である。

## 生涯
プファルツ＝ツヴァイブリュッケン公クリスティアン3世と妃カロリーネ・フォン・ナッサウ＝ザールブリュッケンの第1子として生まれた。プファルツ系ヴィッテルスバッハ家傍系のプファルツ＝ツヴァイブリュッケン＝ビルケンフェルト家の出身であるが、甥マクシミリアン・ヨーゼフが後に初代バイエルン国王となっている。
1741年8月12日にツヴァイブリュッケンで、後のヘッセン＝ダルムシュタット方伯ルートヴィヒ9世と結婚した。
カロリーネは「大方伯妃（Große Landgräfin）」として知られる。これはヨハン・ヴォルフガング・フォン・ゲーテによって付けられた呼び名である。カロリーネはゲーテの他、ヘルダー、ヴィーラントなどの文人や哲学者たちと交友関係があった。

## 子女
夫との間に3男5女をもうけた。
1. カロリーネ（1746年 - 1821年）　ヘッセン＝ホンブルク方伯フリードリヒ5世妃
2. フリーデリケ（1751年 - 1805年） - プロイセン王フリードリヒ・ヴィルヘルム2世妃
3. ルートヴィヒ10世/1世（1753年 - 1830年） - ヘッセン＝ダルムシュタット方伯、後にヘッセン大公
4. フリーデリケ・アマーリエ（1754年 - 1832年） - バーデン大公子カール・ルートヴィヒ妃
5. ヴィルヘルミーネ・ルイーザ（1755年 - 1776年） - ロシア皇帝パーヴェル1世后
6. ルイーゼ（1757年 - 1830年） - ザクセン＝ヴァイマル＝アイゼナハ大公カール・アウグスト妃
7. フリードリヒ（1759年 - 1802年） - ブレスラウ司教
8. クリスティアン（1763年 - 1830年）